# Éurito (rey de Ecalia)

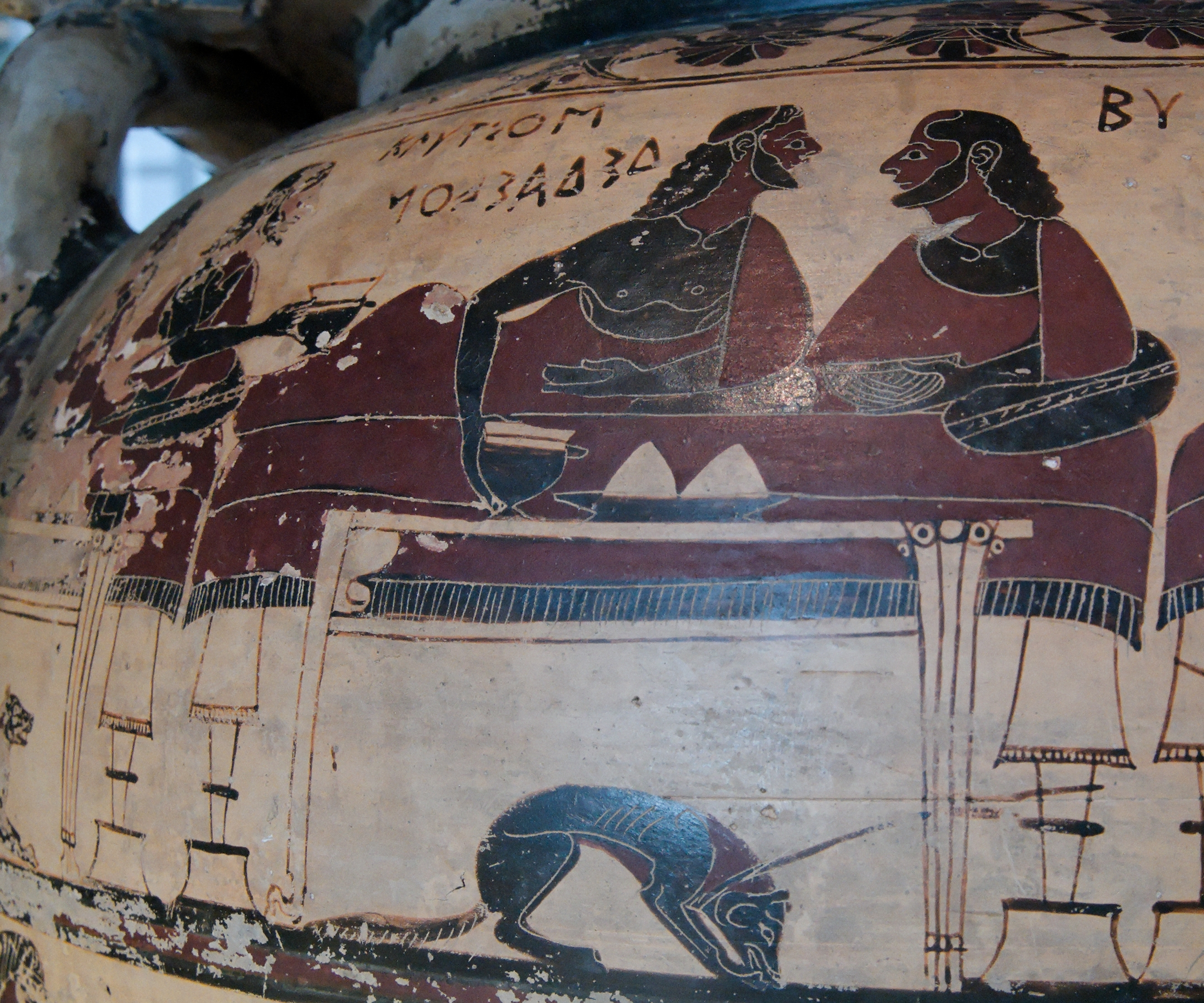
Representación en la parte izquierda del anverso de la pieza corintia de figuras negras llamada Crátera de Éurito SANIBUU (sic), del tipo de columnas, datada ca. 600 a. C., hallada en Cerveteri y conservada en el Museo del Louvre: Éurito agasaja a Heracles con un simposio.

En la mitología griega, Éurito (Εὔρυτος) era un rey de Ecalia (ciudad que a veces se sitúa en Tesalia y otras en Eubea) que recibió de Apolo el arco que después, por medio de Ífito, llegaría a manos de Odiseo, el único de su generación capaz de tensarlo. Otros dicen que Éurito cometió hybris, creyéndose el mejor arquero, y osó desafiar al mismo Apolo, que lo mató. 
Este Éurito era hijo de Melaneo y de Ecalia o Estratónice, y se decía que su hermana era Ambracia, epónima de la Ambracia del Epiro. En el Catálogo de mujeres se nos dice que Éurito tuvo como hijos a Deyón, Clitio, Toxeo, Ífito y finalmente una hija, Yole. Diodoro dice que sus hijos Toxeo, Molión y Clitio murieron a manos de Heracles.
Un escoliasta añade que la esposa de Éurito era Antíope o Antíoca, hija del anciano Náubolo que algunos leen como «una reina de la antigua descendencia de los Naubólidas». Según Higino Antíope era hija de Pilón, y sus dos hijos Clito e Ífito, se enrolaron en la expedición de los argonautas.
Otra versión afirma que Éurito prometió entregar la mano de su hija Yole a aquel que venciera a sus hijos en tiro con arco. Heracles los venció, pero cuando vio que Éurito eludía su promesa, le mató con su clava y raptó a Yole.  También puede ser que Heracles matara a Éurito por negarse este a aceptar la compensación por la muerte de Ífito.